# Cabina di pilotaggio

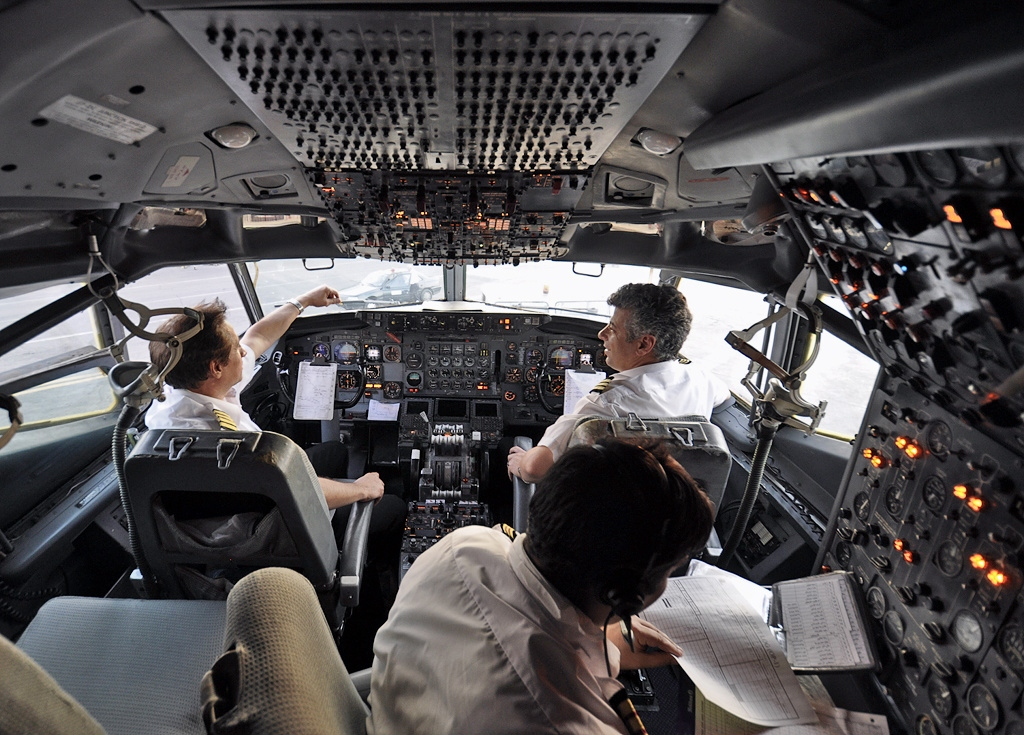
Cabina di pilotaggio di un Boeing 707 con capitano, copilota e ingegnere di volo

La cabina di pilotaggio (in lingua inglese cockpit) è la parte anteriore di aeroplani, avente una capienza appena sufficiente ad accogliere l'equipaggio: solitamente il pilota ed eventualmente il navigatore o allievo pilota o secondo pilota che aiuta il pilota nell'esecuzione della checklist, nella cabina di pilotaggio troviamo la parte fondamentale dell'aereo: la strumentazione di bordo. La cabina di pilotaggio è accessibile solo ai piloti, o anche dal personale di bordo sotto richiesta. Questo tipo di sicurezza è stato implementato dopo i fatti dell'11 settembre  2001.

## Strumentazione
I comandi presenti sono divisi in pannello superiore e console centrale. Molto spesso i comandi sono doppi per il pilota e il copilota. Nell'abitacolo trovano posto:
- il seggiolino eiettabile
- il cupolino o tettuccio
- l'avionica di missione che comprende (si veda la figura):

1. schermo di presentazione del sistema ricevitore d'allerta radar
2. indicatore dell'angolo d'attacco
3. situazione orizzontale, bussola con direzione di rotta e derivazione
4. anemometro
5. altimetro
6. orizzonte artificiale
7. Mach metro
8. Variometro
9. Virosbandometro
10. distanziometro / contachilometri
11. orologio
12. radioaltimetro
13. indicatore della pressione idraulica
14. indicatore della freccia alare (ala a geometria variabile)
15. indicazione delle rampe della presa d'aria
16. indicatore del numero dei giri del motore (contagiri)
17. indicatore del consumo istantaneo
18. indicatore della temperatura dei gas di scarico (EGT exhaust gas temperature)
19. reostato dell'elevazione del collimatore
20. pannello con le spie luminose riguardante guasti o funzioni
21. impostazione della distanza del collimatore, 20A. distanza dal bersaglio
22. vetrino del collimatore o dello schermo a testa alta, meglio noto come HUD, Head-Up Display.
23. gruppo ottico dello schermo a testa alta (HUD).
24. spia che avverte dello stallo
25. spia che avverte il pilota che può far fuoco
26. gomma di protezione
27. reostato dell'azimut del collimatore, 26A. spia dell'accensione del collimatore
28. selettore dell'armamento
29. selettore d'accesso all'armamento (master arm)
30. selettore di bombe ad alta o bassa resistenza aerodinamica
31. espulsione degli inganni elettronici (chaff, striscioline di metallo per ingannare i missili a guida radar, flare, bengala per ingannare i missili a ricerca di calore)
32. selettore d'accesso all'armamento non guidato (bombe)
33. estrazione del carrello d'atterraggio in emergenza
34. estintore e luci d'atterraggio
35. distanza dal bersaglio
36. selettore di controllo delle rampe in emergenza
37. bottone di avvicinamento alla pista mancato
38. selettore dell'antenna radio d'emergenza
39. selettore per la prova del sistema RI-60 di assistenza vocale (betty)
40. pannello del controllo di navigazione
41. pannello dei fusibili
42. selettori
43. selezionatore del canale radio VHF
44. controllo della bussola radio ARK-15
45. selettore del cannone
46. selettore del cannone esterno (cannone aggiuntivo spesso montato su un pacco alare)
47. attivazione del controllo di sovraccarico e/o controllo antisurge
48. selettore di armamento missili (attiva la possibilità del lancio)
49. selettore d'arma
50. sgancio dei carichi alari in emergenza (sgancia l'armamento senza attivarlo e gli eventuali serbatoi esterni per alleggerire l'aeromobile)
51. sgancio dei carichi ventrali in emergenza
52. pannello di controllo del sistema di riconoscimento amico/nemico (IFF, identification friend or foe)
53. reostato del volume dell'allarme radar
54. controllo dell'allarme radar
55. autodistruzione della scatola del sistema di riconoscimento amico/nemico (per evitare che i codici identificativi alleati vengano catturati)
56. leva di selezione dell'angolo della freccia alare
57. selettori del sistema di aria condizionata (ossigeno)
58. controllo degli ipersostentatori
59. manetta
60. controllo del telemetro laser
61. selettore dell'avvio del motore
62. selettore dell'altezza del seggiolino
63. selettori
64. attivazione del parafreno
65. barra di comando

## Galleria d'immagini

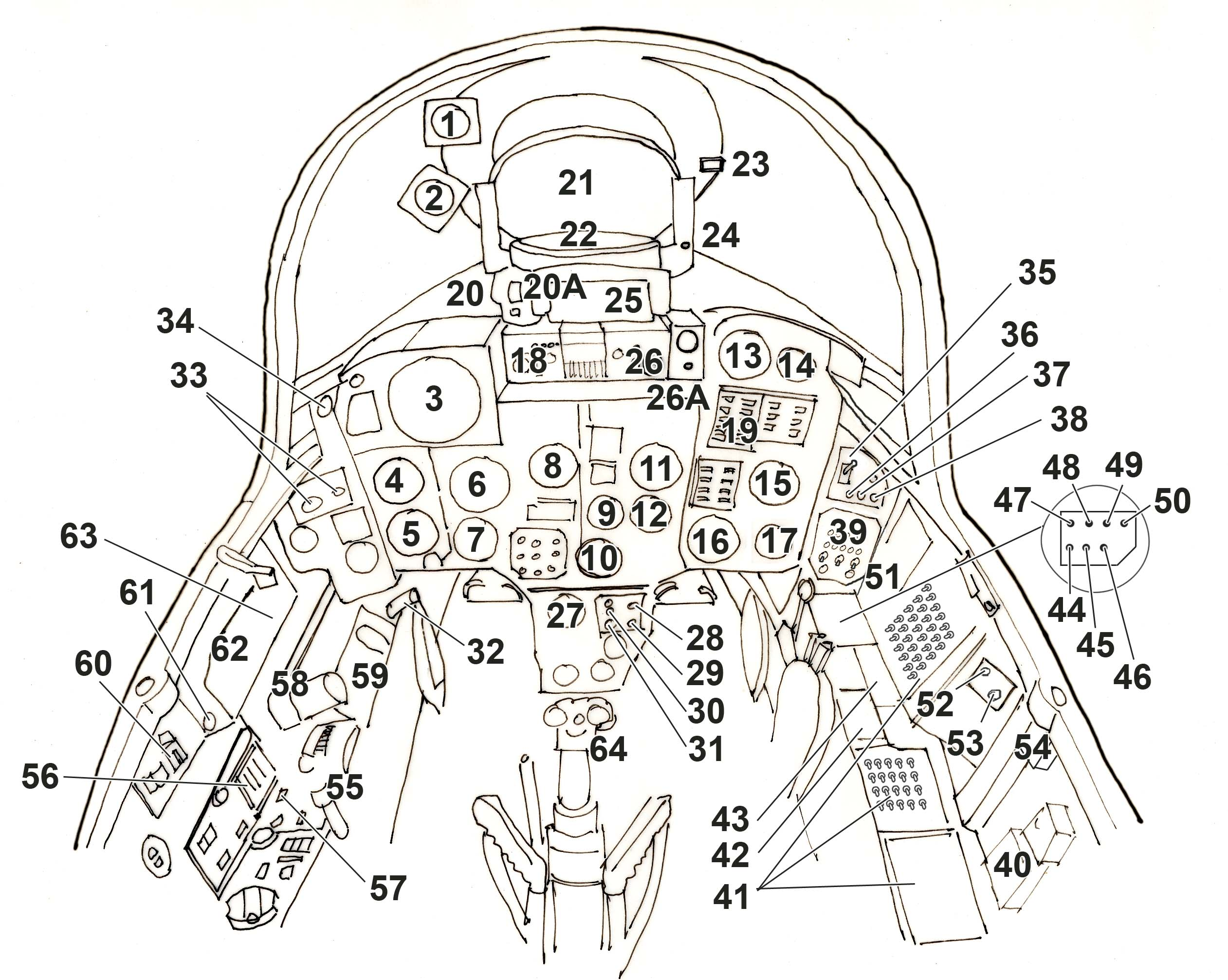
Uno schema di un abitacolo del Mikoyan Gurevich MiG-23BN
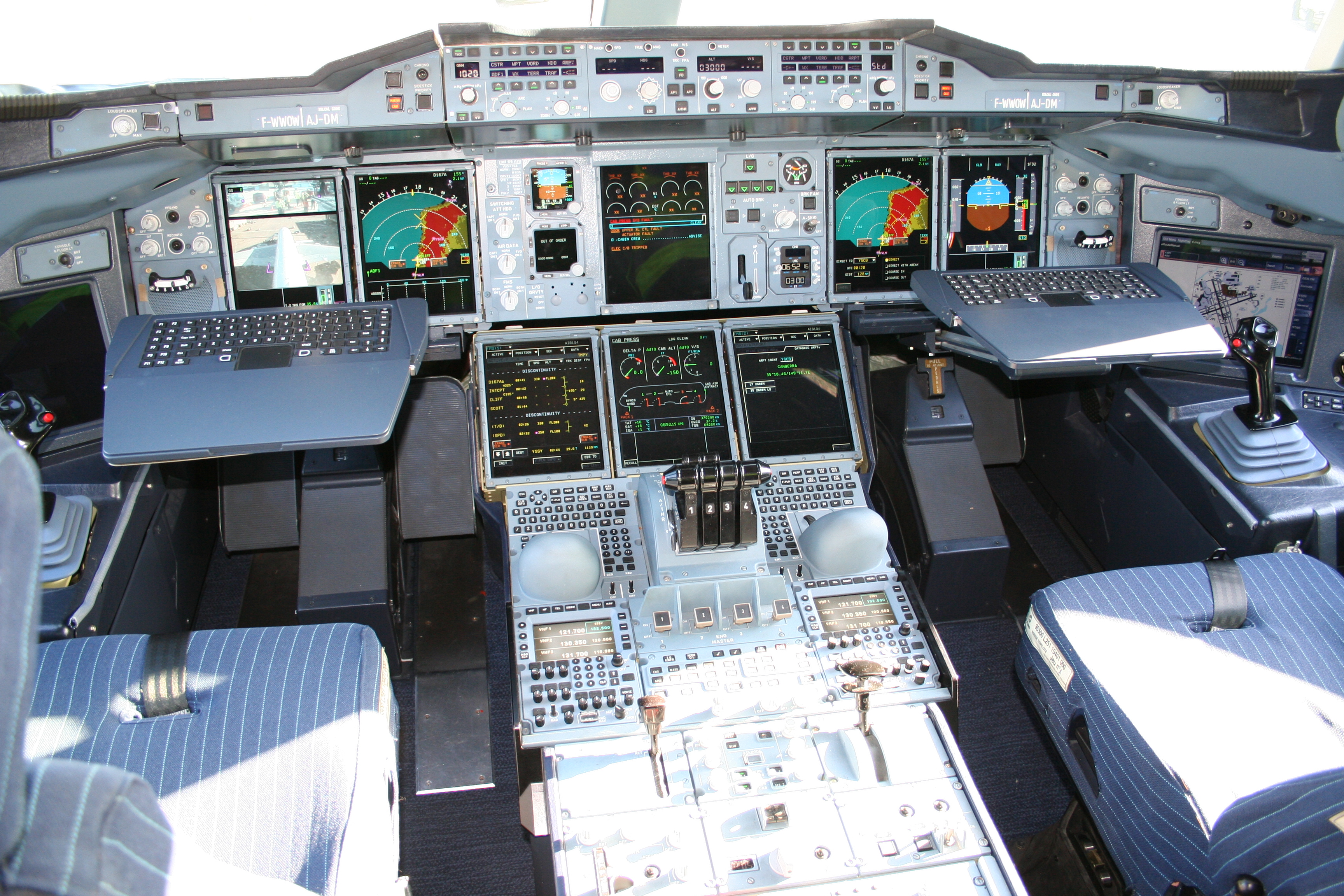
Cabina di pilotaggio di un A380. La maggior parte dei cockpit degli Airbus sono cabine di vetro con tecnologia fly-by-wire.
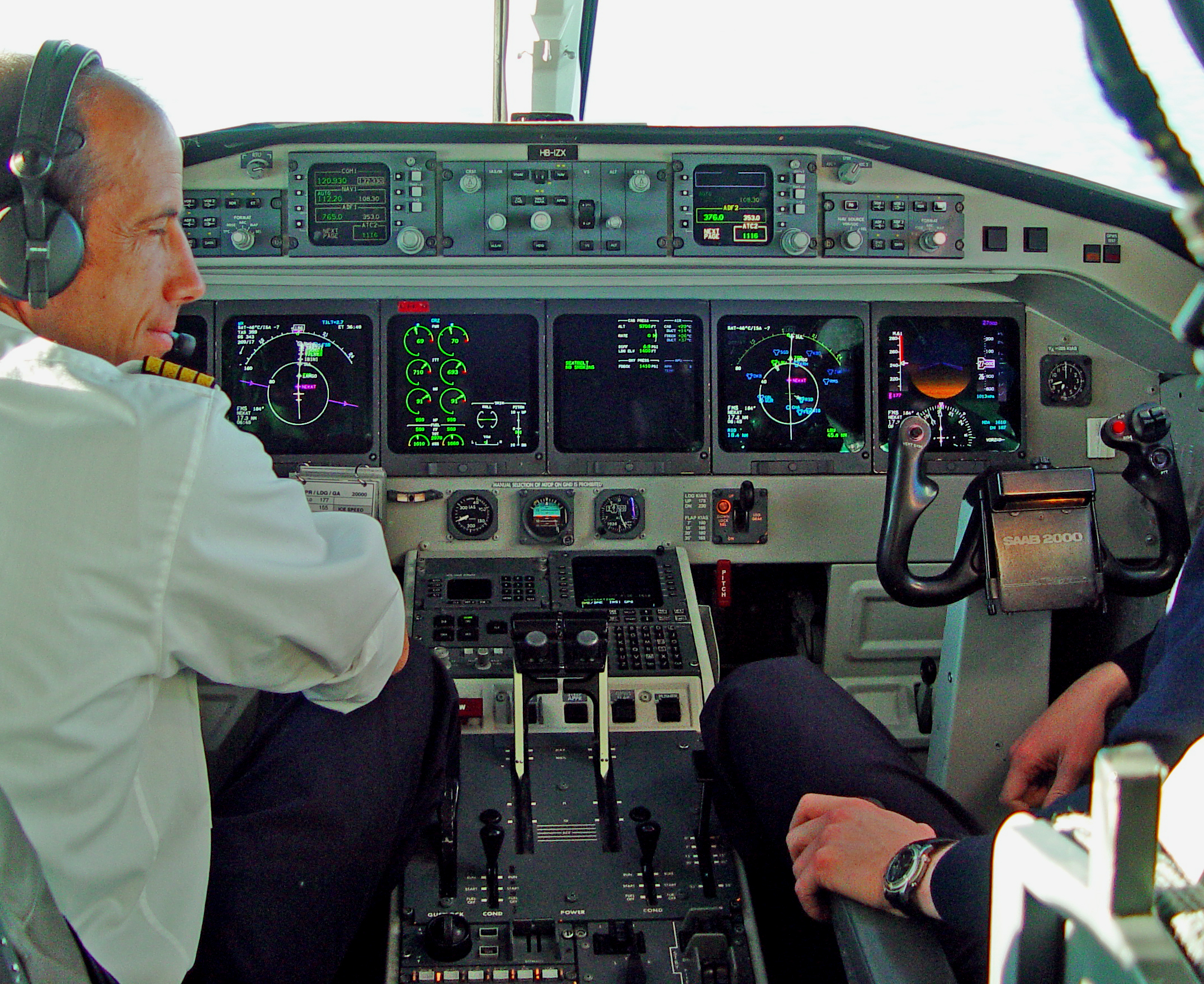
Un Swiss HB-IZX Saab 2000 durante il volo
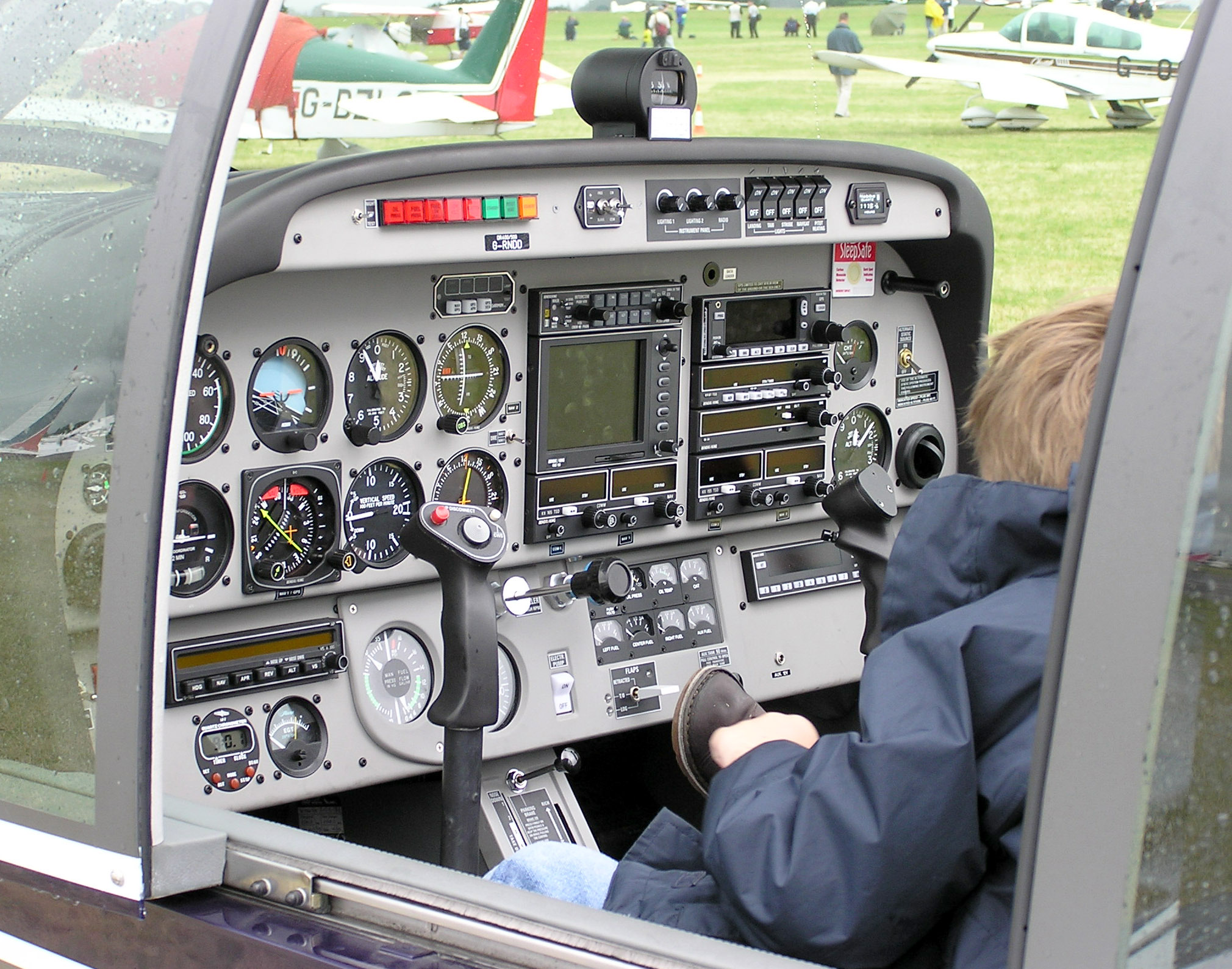
L'interno di un Robin DR400
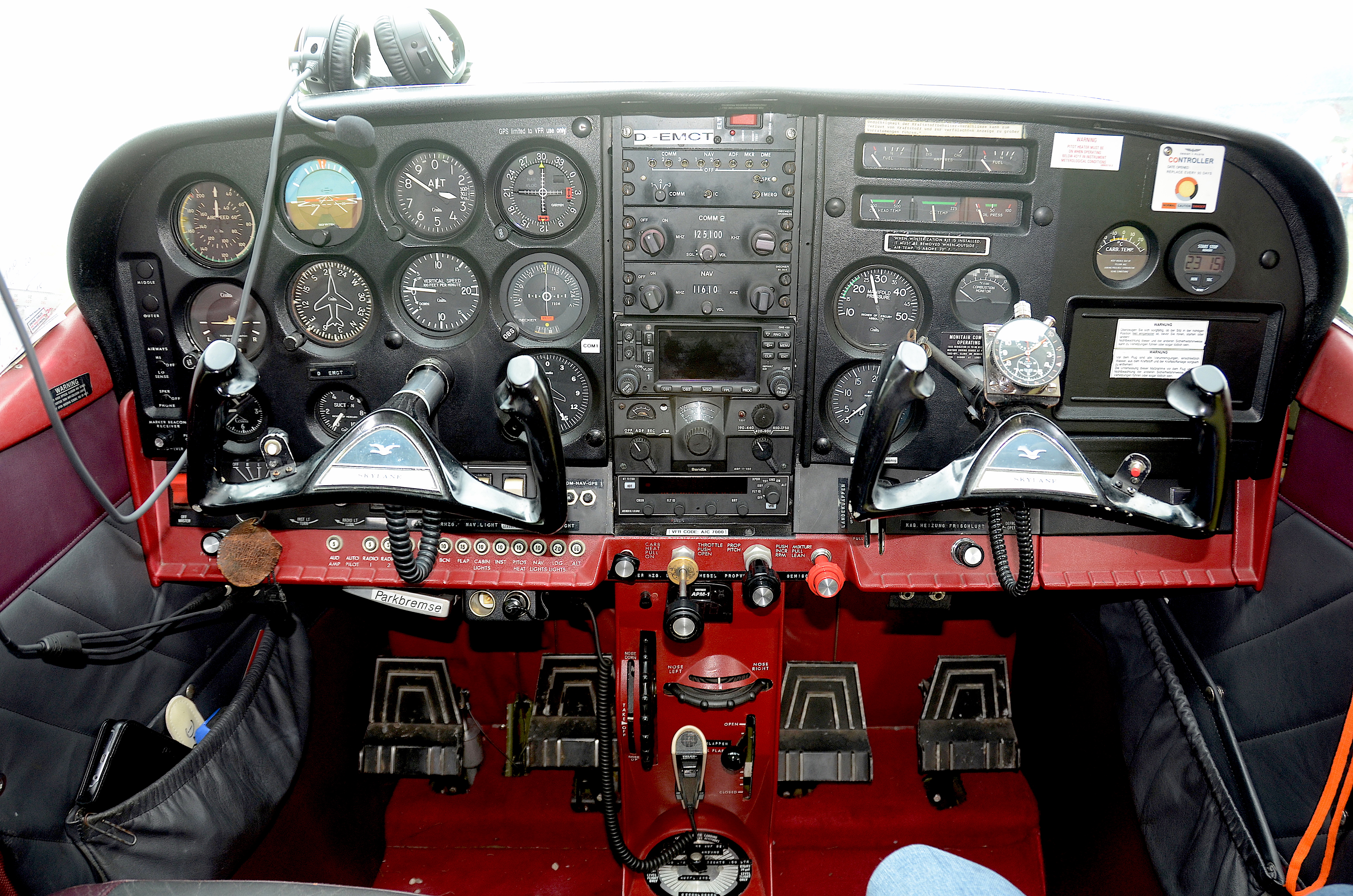
Cabina di pilotaggio del Cessna 182D Skylane
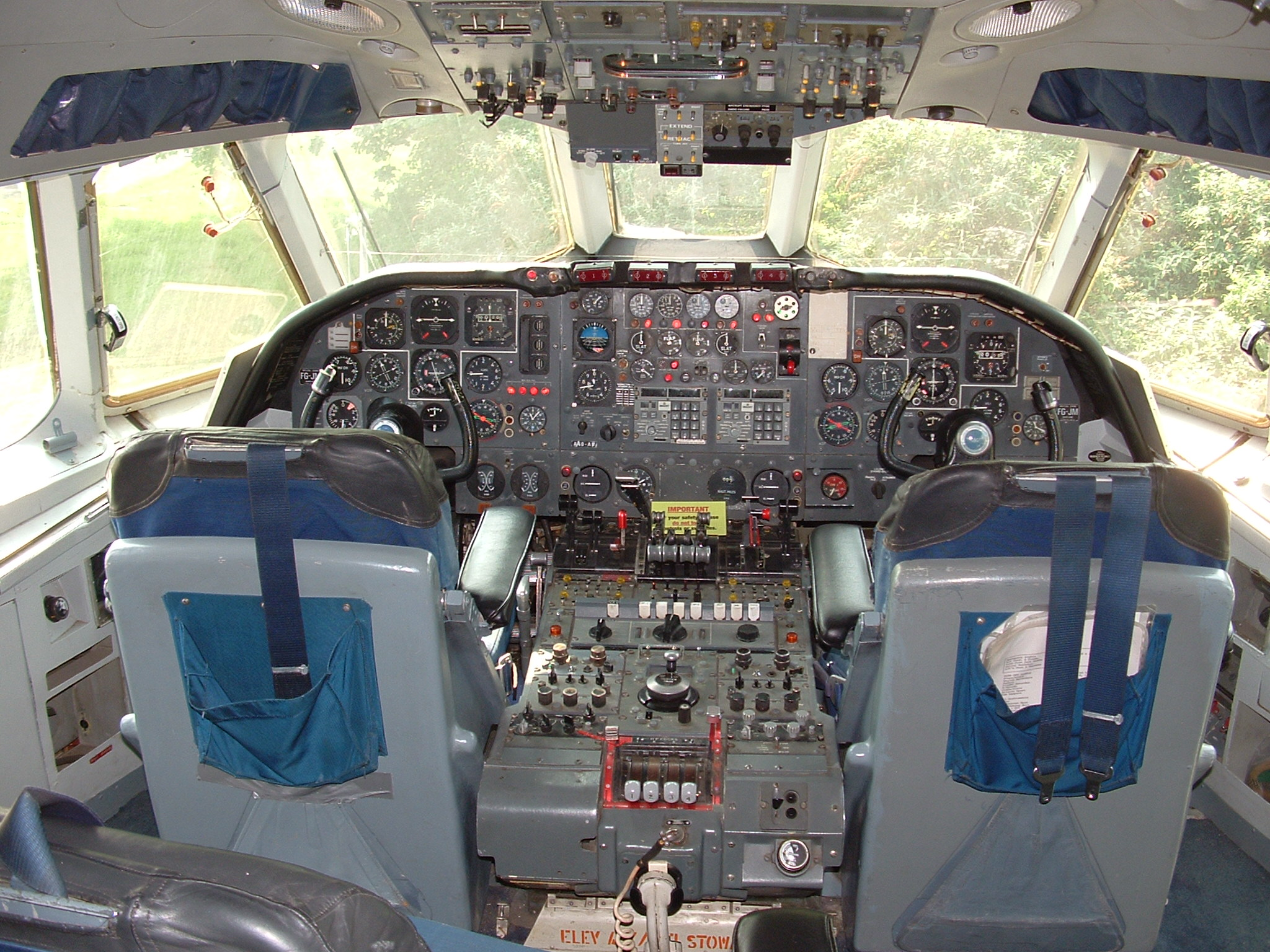
Cabina di pilotaggio Vickers VC10 degli anni '60
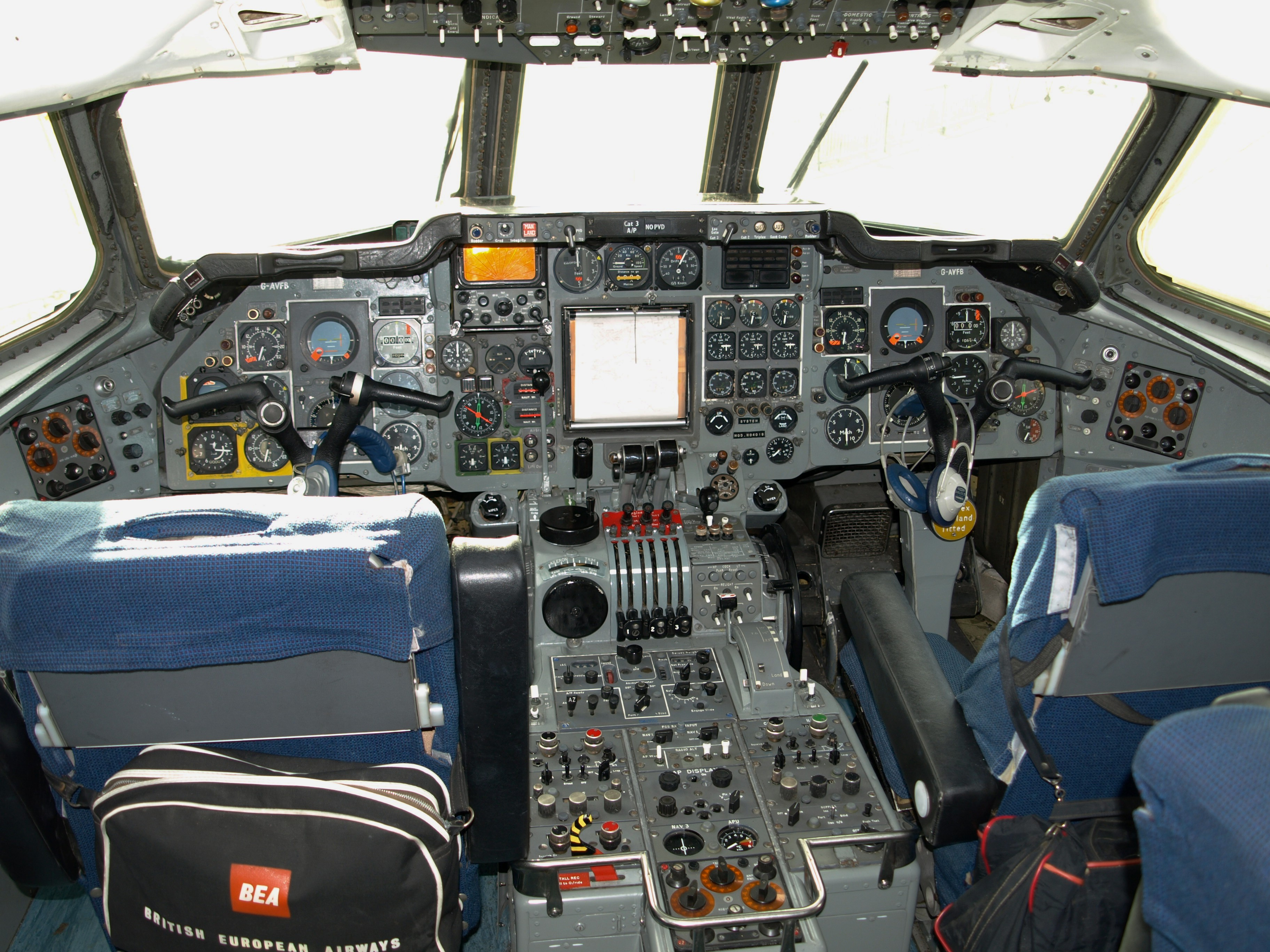
Una successiva cabina di pilotaggio analogica (anni '70) di un aereo di linea Hawker Siddeley Trident
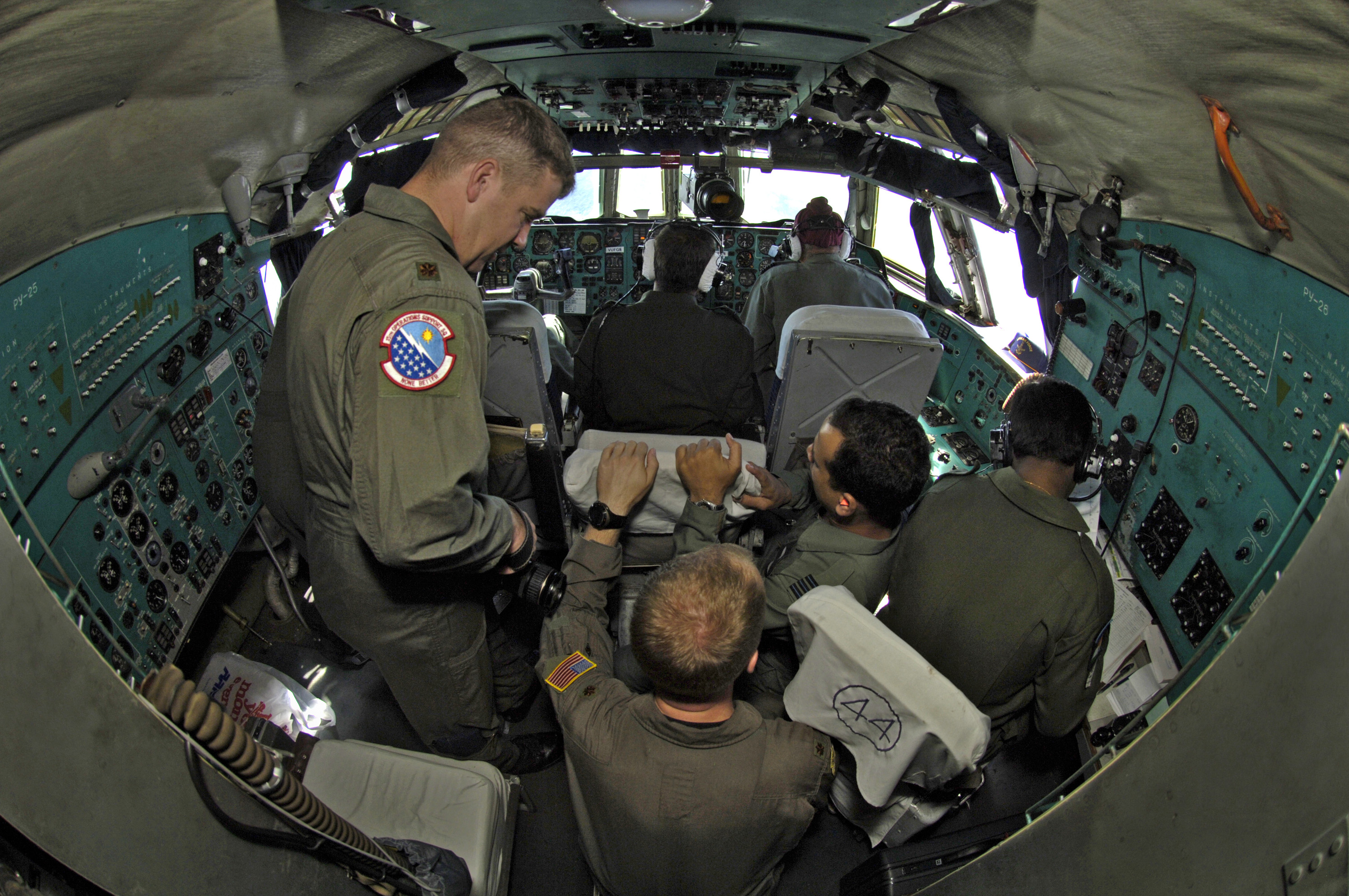
Gli aviatori USAF e IAF lavorano nella cabina di pilotaggio di un Ilyushin Il-76 IAF.
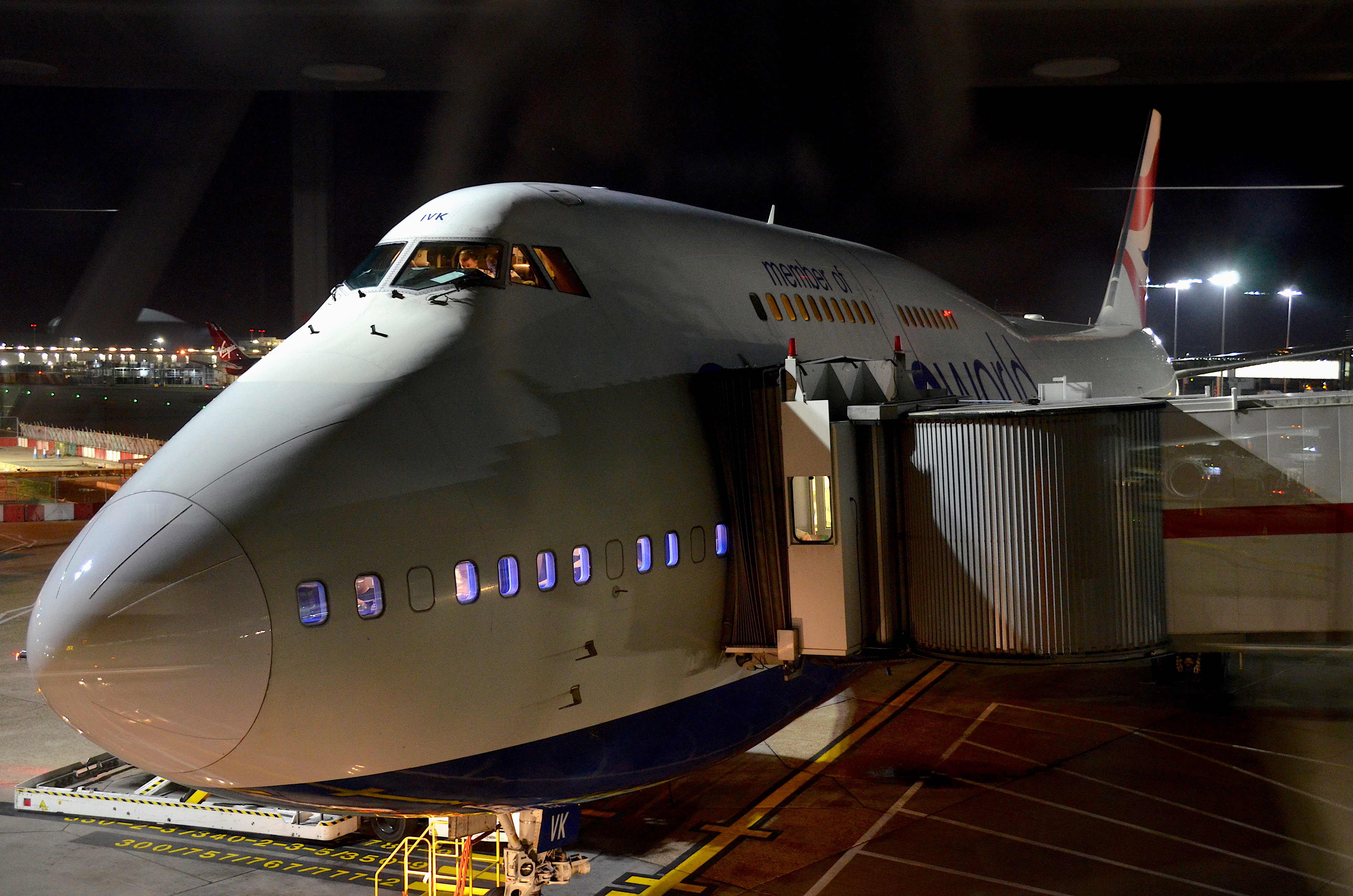
Vista di un cockpit visto dall'esterno (Boeing 747-400)